# Wolfram Winkel

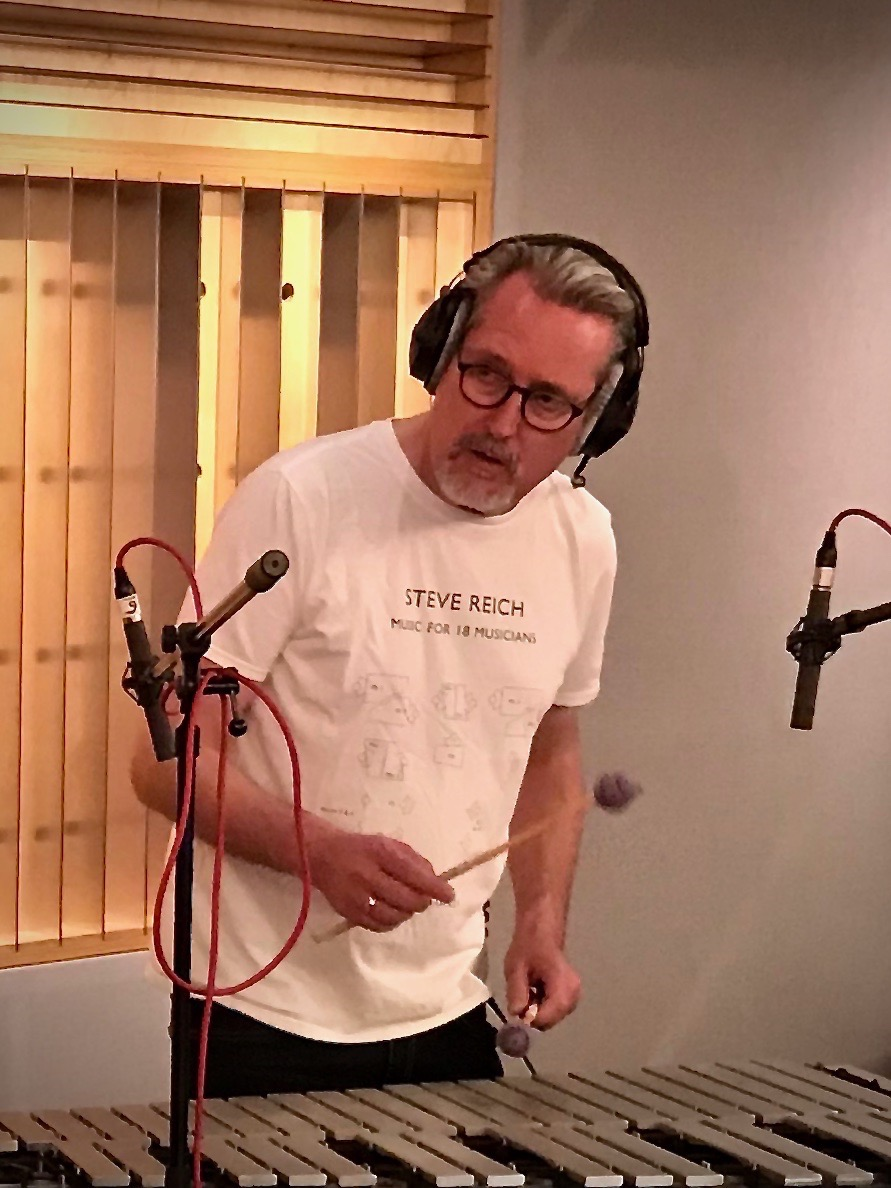
Wolfram Winkel (2022)

Wolfram Winkel (* 11. August 1970 in München) ist ein deutscher Schlagzeuger und Rhythmiker.

## Leben
Wolfram Winkel studierte von 1991 bis 1998 klassisches Schlagzeug an der Hochschule für Musik und Theater Hamburg bei Joachim Winkler, an der Universität Mozarteum Salzburg sowie an der Hochschule für Musik und Theater München bei Peter Sadlo. In Hamburg belegte er zugleich den Kontaktstudiengang Popularmusik bei Udo Dahmen.
Von 2005 bis 2013 spielte Winkel zahlreiche Konzerte mit Steve Reich, zumeist als Gastmusiker des Ensemble Modern. Er übernahm solistische Partien beim Radio-Kammerorchester Hilversum, beim Orchestra Sinfonica Nazionale della RAI (Tan Dun: Marco Polo), beim Rundfunk-Sinfonieorchester Saarbrücken (Siegfried Matthus: Manhattan Concerto) sowie beim Symphonieorchester des Bayerischen Rundfunks (Wolfgang Rihm: Tutuguri).
Als Polyrhythmiker gibt er Kurse für Musikhochschulen und Orchester. Er ist seit 2018 an der Hochschule für Musik und Theater München als künstlerischer Mitarbeiter für die Fächer Pauke und Schlagzeug, Methodik, Rhythmikstudien und Kammermusik beschäftigt.
Sein Lehrbuch Die Rhythmik der Neuen Musik (englische Version Five over Three. A Method for the Practical Realisation of Complex Rhythmic Structures, 1. Auflage, 2014) und zwei Schlagzeugwerke sind im Musikverlag Edition Katarakt verlegt.

## Auszeichnungen und Stipendien
- 1993: Masefield-Stipendium der Stiftung F.V.S. zu Hamburg
- 2005: Förderpreis Musik der Landeshauptstadt München[15]
- 2015: Gewinner der „Clapping Music app competition“, London[16][17]
- 2019: Bestellung zum Honorarprofessor an der Hochschule für Musik und Theater München

## Diskografie (Auswahl)
Alben
- Andreas Perger: frühe Bänder, academica (1996)
- Tan Dun: Marco Polo, Sony Classical (1997), The Netherlands Radio Kamerorkest[18]
- Norbert J. Schneider: …so lose im Raume, Wergo (1997)
- Staatstheater am Gärtnerplatz: Aus dem Repertoire (1998), Orchester des Staatstheaters am Gärtnerplatz
- Peter Sadlo: Percussion in Concert 2, Koch International (1998), Münchener Kammerorchester
- Malcolm Arnold: Symphony No. 5, Classico (1999), Münchner Symphoniker
- Xavier Phillips: Works for Cello and Orchestra, Emi (2000), Bayerische Kammerphilharmonie
- Lee Holdridge: The Mists of Avalon, Varèse Sarabande (2001), Münchner Symphoniker
- Toshio Hosokawa: Voiceless Voice in Hiroshima, col legno (2002), Symphonieorchester des Bayerischen Rundfunks
- Josef Anton Riedl: Donaueschinger Musiktage 2002, col legno (2003)[19]
- Jan Feddersen und Oliver Korte: Feddersen-Korte, perc.pro (2003)[20]
- Siegfried Matthus: Manhattan Concerto, perc.pro (2004), Rundfunk-Sinfonieorchester Saarbrücken[21]
- 48nord: killing range, transformer records (2004)
- Table for Two: With you tonight, Whoopee Records (2004)
- Alex Haas und Stefan Noelle: Aus der Tiefe des Raumes, Normal (2004)
- Dmitrij Schostakowitsch: Sinfonie Nr. 10, Edel Classics (2006), Rundfunk-Sinfonieorchester Saarbrücken
- Harry Kulzer und Wolfram Winkel: Zwei Männer: Ein Gedanke, Whoopee Records (2006)[22]
- Martin Smolka: musica viva 15, Neos (2007), Chor des Bayerischen Rundfunks[23]
- Table for Two: Seven from heaven Whoopee Records (2008)
- Adriana Hölszky: musica viva Festival 2008, Neos (2009)[24]
- Gerd Baumann: Die Perlmutterfarbe, Constantin (2009)
- Harry Kulzer und Wolfram Winkel: Benni Beutel’s Greatest Hits 2009, Edeka (2009)[25]
- Martin Grassl: Witty Discoveries, Happy Records (2015)
- Steve Reich: Music for 18 Musicians, Tokyo Opera City, 2008, Victory (2017), Ensemble Modern[26]
- Tetragon Project: Oracles, Edition IAN (2021)[27]
- Jazzmachine: 24, Edition IAN (2022)[28]

DVDs
- Power! Percussion: The Bell Boom Bang Tour (2007)[29]
- Drummer’s Focus: 20Y On The Beat Drummer’s Focus (2008)[30]
- Steve Reich: My musical tastes are a little unusual, Wergo (2009), Ensemble Modern[31]
- Steve Reich: Phase to Face, idéale audience (2009), Ensemble Modern[32]